# Associação Sportiva Companhia Portela
A Associação Sportiva Companhia Portela foi uma agremiação do município de Jaboatão dos Guararapes, no estado do Pernambuco

## História
O clube da fábrica de papel Companhia Portela S/A., foi fundado no dia 19 de março de 1937. A sua sede ficava localizada na Rua Conselheiro José Felipe, 63, no Bairro da Cascata, em Jaboatão dos Guararapes.
A agremiação estreou na primeira divisão do Campeonato Pernambucano de Futebol em 1944, ficando em sexto lugar.